# (2158) Tietjen
(2158) Tietjen (1933 OS; 1928 SS; 1949 QR1; 1955 RL1; 1959 GX; 1961 VV; 1976 OG1) ist ein Asteroid des äußeren Hauptgürtels der am 24. August 1936 von Karl Wilhelm Reinmuth an der Landessternwarte Heidelberg-Königstuhl entdeckt wurde.

## Benennung
Der Asteroid wurde nach Friedrich Tietjen (1832–1895), einem Professor der Astronomie an der Humboldt-Universität zu Berlin, benannt. Er war seit 1874 Direktor des Astronomischen Rechen-Instituts. Viele Jahre war er Autor der Publikationsreihen Berliner Astronomisches Jahrbuch und Nautisches Jahrbuch.